# Mariángel Ruiz

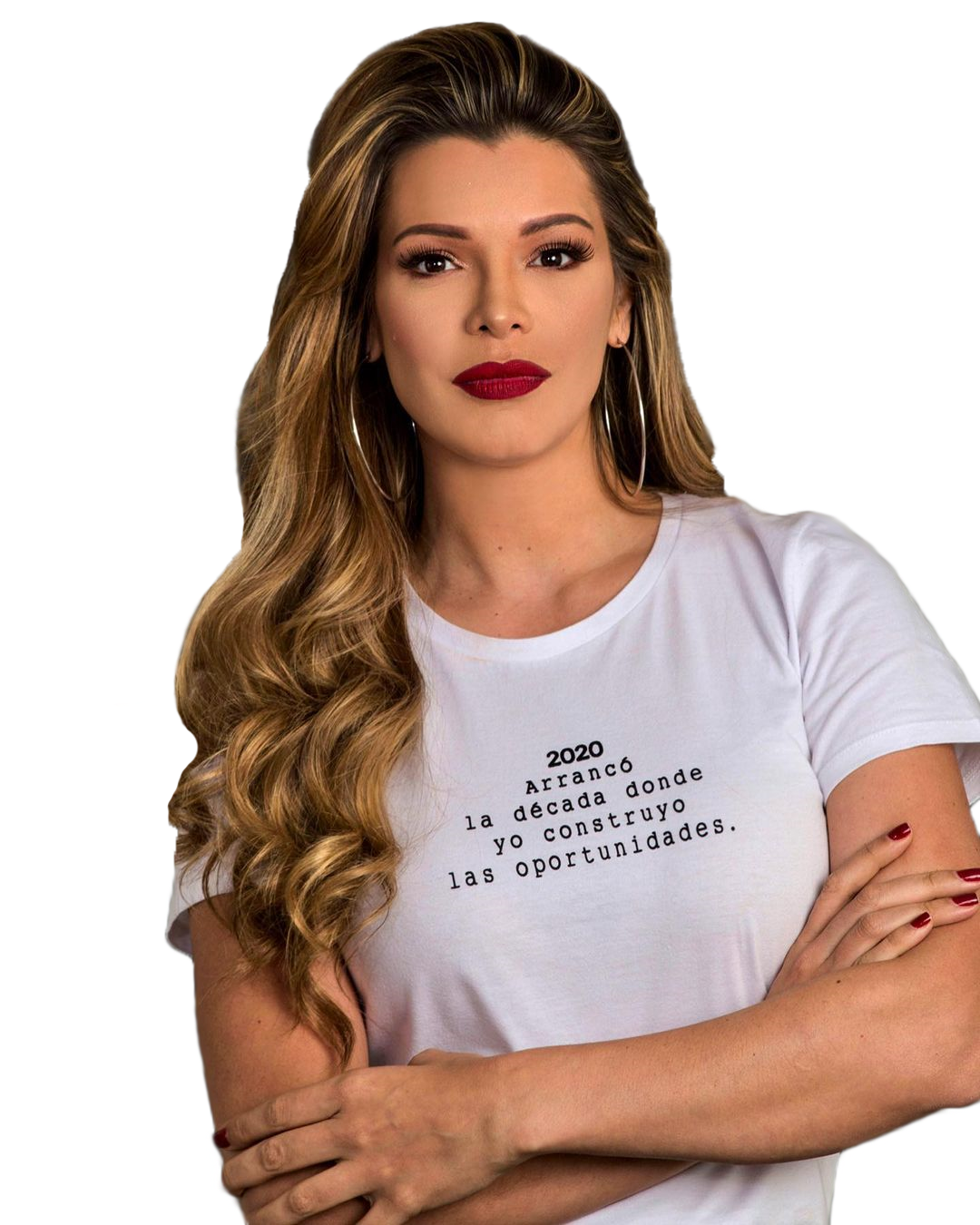

Mariángel Ruiz Torrealba (San Juan de los Morros, 3 gennaio 1980) è una modella e conduttrice televisiva venezuelana, eletta Miss Venezuela 2002.

## Biografia
Già all'età di quattordici anni, Mariangel Ruiz aveva lavorato come modella per l'agenzia Rettos International Model Agency. In precedenza aveva vinto il titolo di Miss Aragua, e proprio in rappresentanza dello stato di Aragua aveva partecipato al concorso nazionale di Miss Venezuela nel 2002. La sua incoronazione come Miss Venezuela le ha dato l'opportunità di rappresentare il Venezuela in occasione del concorso internazionale Miss Universo 2003, dove si è classificata seconda dietro la dominicana Amelia Vega.
Mariángel Ruiz è stata una delle Miss Venezuela ad aver avuto maggior successo nel periodo successivo all'elezione, al punto di essere messa a paragone con Alicia Machado, Miss Universo 1996. Infatti come la Machado, la Ruiz ha vinto il titolo nazionale contro ogni previsione (in un contesto dove i risultati sono quasi sempre scontati), ed è stata considerata una Miss Venezuela "ribelle". Inoltre, sempre come Alicia Machado, la Ruiz si è espressa in una performance molto apprezzata a Miss Universo, a confronto di molte altre detentrici del titolo più "convenzionali".
Mariángel Ruiz è apparsa in seguito in numerosi programmi televisivi di Venevisión come Bailando con las Estrellas (2005) nelle vesti di concorrente, Portada (2005) e Que Locura (2003) in veste di conduttrice e Cosita Rica nelle vesti di attrice. Ha inoltre realizzato numerosi special in occasione di Miss Venezuela e Mister Venezuela.